# Manuduktion
Manuduktion (av latin manus, hand, och ducere, föra) är en undervisningsform.
Manuduktion kallas särskilt den handledning, som lärjungen åtnjuter av läraren, vilken därför ända in i nyare tider stundom kallats manuduktor, handledare. Benämningen tycks ha förekommit i synnerhet vid universiteten om privatlärare åt studenter, sålunda motsvarande vad som vid de engelska högskolorna kallas coach (egentligen "forvagn"). 